# کوه‌های ترانگو
کوه‌های ترانگو مجموعه‌ای از صخره‌ها و کوه‌های برج‌مانند هستند که در ایالت گلگت-بلتستان در شمال پاکستان واقع شده‌اند. هر ساله کوهنوردان و صخره‌نوردان زیادی از سراسر دنیا برای صعود به این منطقه سفر می‌کنند. این کوه‌ها زیرمجموعه‌ای از رشته کوه قراقوم هستند. ارتفاع بلندترین نقطه این صخره‌ها ۶۲۸۶ متر می‌باشد. نوع سنگ این کوه‌ها گرانیت می‌باشد. کوه‌های ترانگو بلندترین صخره‌های جهان هستند.